# Žitavská pánev
Žitavská pánev (někdy též Liberecká pánev) (německy Zittauer Becken, polsky Kotlina Żytawska) v Sasku odpovídá Naturraumu Östliche Oberlausitz (Východní Horní Lužice), v polském systému geomorfologického členění odpovídá mezoregionu Obniżenie Żytawsko-Zgorzeleckie (Žitavsko-zhořelecká sníženina), je geomorfologický celek v Krkonošské oblasti Sudet. Jde o tektonickou sníženinu mezi Lužickými horami a Lužickou nivou na západě, Frýdlantskou pahorkatinou, Jizerskými horami a Krkonošským podhůřím na východě a Ještědsko-kozákovským hřbetem na jihozápadě.
Celá pánev patří do povodí Lužické Nisy. Významná města jsou Liberec, Jablonec nad Nisou, Chrastava, Hrádek nad Nisou, Zittau (Žitava), Bogatynia a Görlitz (Zgorzelec, Zhořelec).

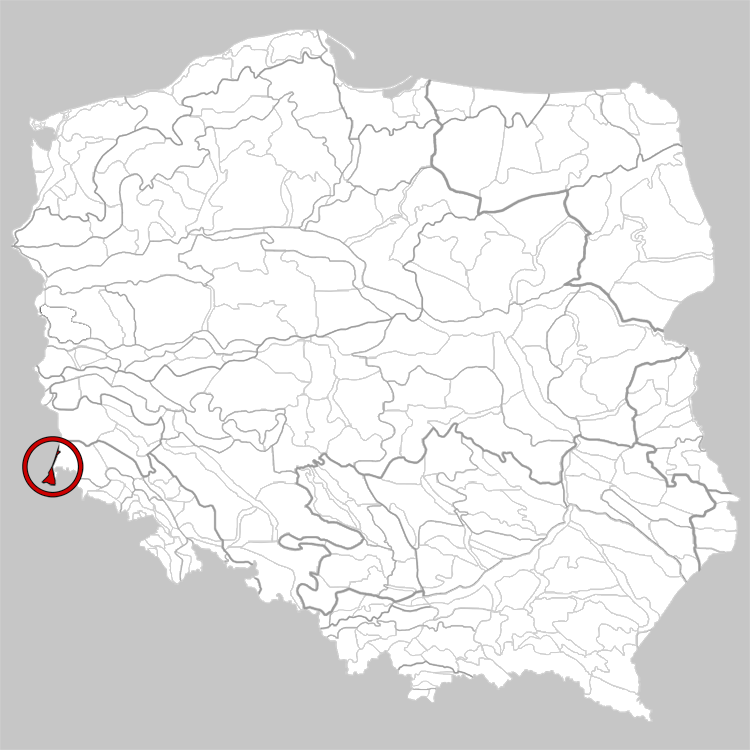
Žitavská pánev v rámci Polska